# Tatra 77
O Tatra 77 (T77) é um dos primeiros automóveis produzidos em série, verdadeiramente aerodinamicamente projetado, produzido pela empresa tchecoslovaca Tatra de 1934 a 1938. Foi desenvolvido por Hans Ledwinka e Paul Jaray, o engenheiro aerodinâmico da Zeppelin. Lançado em 1934, o Tatra 77 é um automóvel produzido em um chassi de plataforma com uma espinha dorsal de aço de seção de caixa prensada em vez do chassi tubular de marca registrada da Tatra, e é movido por um motor V8 de 2,97 litros refrigerado a ar montado na traseira de 60 cavalos de potência, em séries posteriores aumentado para um motor de 3,4 litros de 75 cavalos de potência. Ele possuía recursos avançados de engenharia, como válvulas suspensas, câmaras de combustão hemisféricas, cárter seco, suspensão totalmente independente, eixos oscilantes traseiros e uso extensivo de liga de magnésio leve para o motor, transmissão, suspensão e carroceria. O coeficiente de arrasto médio de um modelo 1:5 do Tatra 77 foi registrado como 0,2455. O modelo posterior T77a, introduzido em 1935, tem uma velocidade máxima de mais de 150 km/h devido ao seu design aerodinâmico avançado que fornece um coeficiente de arrasto excepcionalmente baixo de 0,212. Fontes afirmam que este é o coeficiente de um modelo em escala 1:5, não do carro em si, então o coeficiente de arrasto real pode ter sido um pouco maior.